# WASP-37
WASP-37 – gwiazda typu widmowego G znajdująca się w gwiazdozbiorze Panny 1102 lata świetlne od Ziemi. Wokół WASP-37 orbituje planeta WASP-37 b.

## System planetarny
W 2010 roku odkryto planetę krążącą wokół WASP-37, której nadano nazwę WASP-37 b. Odkrycia dokonano metodą tranzytu w ramach projektu SuperWASP.